# Campionati europei di ginnastica artistica femminile 2012 - Parallele asimmetriche (Juniores)
La finale ad attrezzo alle parallele asimmetriche juniores dei 29° Campionati Europei si è svolta nella Brussels Expo dell'Atomium di Bruxelles, Belgio, il 13 maggio 2012.

## Vincitrici
| Oro                     | Argento                   | Bronzo                    |
| Sophie Scheder Germania | Viktorija Kuz'mina Russia | Evgenija Šelgunova Russia |

## Qualificazioni
| Pos. | Ginnasta           | Totale | Qual. |
| ---- | ------------------ | ------ | ----- |
| 1    | Sophie Scheder     | 14.441 | Q     |
| 2    | Evgenija Šelgunova | 14.333 | Q     |
| 3    | Viktorija Kuz'mina | 14.333 | Q     |
| 4    | Julija Tipaeva     | 14.300 | —     |
| 5    | Olena Vasylieva    | 13.900 | Q     |
| 6    | Evangelia Plyta    | 13.833 | Q     |
| 7    | Elisa Meneghini    | 13.700 | Q     |
| 8    | Maria Kharenkova   | 13.566 | —     |
| 9    | Dayana Hryhoryeva  | 13.533 | Q     |
| 10   | Dar'Ya Matveyeva   | 13.533 | Q     |
| 11   | Charlie Fellows    | 13.433 | R     |
| 12   | Enus Mariani       | 13.433 | R     |
| 13   | Angel Romaeo       | 13.333 | R     |

## Classifica
| Rank    | Gymnast            | D Score | E Score | Pen. | Total  |
| ------- | ------------------ | ------- | ------- | ---- | ------ |
| Oro     | Sophie Scheder     | 6.0     | 8.566   | —    | 14.566 |
| Argento | Viktorija Kuz'mina | 6.0     | 8.466   | —    | 14.466 |
| Bronzo  | Evgenija Šelgunova | 5.7     | 8.66    | —    | 14.366 |
| 4       | Dar'ya Matveyeva   | 5.7     | 8.300   | —    | 14.000 |
| 5       | Dayana Hryhoryeva  | 5.2     | 8.660   | —    | 13.866 |
| 6       | Evangelia Plyta    | 5.7     | 8.133   | —    | 13.833 |
| 7       | Elisa Meneghini    | 5.6     | 7.600   | —    | 13.200 |
| 8       | Olena Vasylieva    | 5.8     | 6.933   | —    | 12.733 |